# アンドレア・フレイザー
アンドレア・フレイザー（Andrea Fraser、1965年 - ）は、主にインスティテューショナル・クリティーク（制度・体制批判）分野での作品、特にアート界の排除の階層とメカニズムに批判的に取り組み、美術館やギャラリーなどの展示館の構造をユーモラスな方法で分析する作風で知られるパフォーマンスアーティスト。ニューヨークとロサンゼルスに拠点を置き、現在はカリフォルニア大学ロサンゼルス校のUCLAスクールオブアーツアンドアーキテクチャ学際スタジオの教授兼学部長。

## 経歴
モンタナ州ビリング生まれ、カリフォルニア州バークレー育ち。 ニューヨーク大学、ホイットニーアメリカンアート美術館の独立研究プログラム 、およびスクール・オブ・ビジュアル・アーツにて学び、 Dia：Chelseaのギャラリーアテンダントとして働く。
その芸術的実践は、彼女自身が書いた芸術批評での分析を元にしたものである。

## 作品
1990年代にフレイザーの業績は、美術の販売、展示、商取引にかかわる制度そのものを批判することを意図した、ゆるやかに形成された芸術批評運動を大衆化した。彼女のパフォーマンスはシリアスなものではあるが、ユーモラスで、滑稽、風刺的なものが多い。これまでにロンドンのホワイトチャペルギャラリー、ニューヨークのDia Art Foundation、ウィーンのMUMOK、ニューヨーク近代美術館、パリのポンピドゥーセンター、ロサンゼルス現代美術館などで作品を発表してきた。
フェミニストのパフォーマンスグループであるThe V-Girls （1986-1996）、プロジェクトベースのアーティストイニシアチブParasite（1997-1998）、協同組合アートギャラリーオーチャード（2005-2008）の創設メンバーでもある。彼女はまた、Helmut Draxlerとともに、「ワーキング・グループ展」の共同主催者でもあった。このプロジェクトは、リューネブルク大学のKunstraumで構想され、1994年から2001年の間に欧米の八つの施設を巡回した。

### 主要作品
フレイザーの最も有名なパフォーマンス、Museum Highlights （1989）では、1989年にフィラデルフィア美術館でジェーンキャッスルトンの仮名で博物館ツアーガイドを装った。 公演中、フレイザーは博物館を巡ってツアーを率いて、冗長で過度に劇的な言葉でツアーグループに説明した。たとえば、ごく普通の噴水を説明する際に「驚くべき経済と記念碑的な作品...この形式の厳しく高度に様式化された作品とは大胆に対照的だ！」と宣言しています。博物館のカフェテリアでは、「この部屋は独立革命前夜のフィラデルフィアにおける植民地美術の全盛期を象徴しており、アメリカの部屋の中で最もすばらしいものの一つと言えるでしょう」 このツアーは多くの情報源から選ばれた脚本に基づいている：18世紀のカントの判断力批判、1969年発行の批評集「On Understanding Poverty（貧困について）」、1987年のニューヨークタイムズの記事「Salad and Seurat: Sampling the Fare at Museums」など。
2001年にドイツ・ケルンのGalerie Christian Nagelにて発表されたKunst muss hängen （Art Must Hang）においてフレイザーは、1995年にドイツ人アーティストマーティン・キッペンベルガーが酔っ払って行った即興のスピーチを再現した。このスピーチはドイツ語であり、彼女はドイツ語を話せないが、ビデオ録画をもとに一字一句暗記した。男性支配的な芸術界における陳腐な決まり文句を流用しているだけでなく、フレイザーが1989年に会い、1997年に死亡したキッペンベルガーとの個人的な和解でもある。
Official Welcome（2001）では、「芸術賞授賞式中に発表者と観客が発した平凡なコメントと大げさな賞賛の言葉」を模倣した。問題を抱えたポストフェミニスト兼アートスターのペルソナに扮したフレイザーが、グッチのTバック、ブラジャー、ハイヒールを脱ぎ捨て「私は今日は人間ではない、アート作品の対象物（オブジェクト）だ」と発言した。
ビデオテープ・パフォーマンスUntitled（2003）では、ニューヨークのロイヤルトンホテルの一室で、約2万ドルを支払って参加した匿名の個人コレクターと「セックスのためではなく、芸術作品を作るための」 セクシャルな出会いを行った。 60分間のDVDのコピーは5点のみ作成され、そのうち3点はプライベートコレクション、1点は彼女が性的出会いをしたコレクターが事前購入して所蔵している。フリードリッヒ・ペッツェル・ギャラリーが手配した契約上の合意は、アートの商品化に対するフレーザーの主張であり、多くの制限が付け加えられている。アーティストとの協議がなければ公に上映されることはなく、スクリーンショットを作成し公開することは禁じられ、ビデオの所有者のあらゆる種類の公開声明はアーティストと合意しなければならない。美術界の内外で売春であると批判されたこの作品は、美術品をコレクターに売ること自体が売春の一形態ではないかと疑問を投げかけている。
ビデオテープパフォーマンスLittle Frank and His Carp（2001） は、グッゲンハイム美術館のアトリウムで5台の隠しカメラで撮影され、近代的なギャラリースペースの建築的優位性をテーマとしてる。美術館の音声ガイドのオリジナル音声を使用し、「...録音された音声が、周囲の空間の波状の曲線と質感のある表面に注意を引くとき、喜びで身もだえする」の言葉を聴きながら、「エロティックな出会い」を行う。この建築物に対する性的なパフォーマンスは、博物館の構造を説明するために音声ガイドで用いられるエロティックな言葉の皮肉を明らかにする。
ビデオインスタレーション作品Projection （2008）では、精神分析セッションを再現し、観客は分析者、患者、あるいは覗き見者と呼ばれる。実際のメンタルカウンセリングの記録を、12種類のモノローグに改変し、フレイザーが分析者と患者の両方の役割を果たす。カメラを直接見ることで、反対側の壁の画像だけでなく、部屋の中央にいる観察者との相互作用の効果を作り出す。観察者は各投影のオブジェクト、つまり 「精神分析スクリーン」 になる。

### 教育
彼女はカリフォルニア大学ロサンゼルス校、メインカレッジオブアート、バーモントカレッジ、ホイットニー美術館インディペンデントスタディプログラム、コロンビア大学芸術学部、バードカレッジキュレーションスタディセンター教鞭をとる。

## 展覧会
彼女の作品は、フィラデルフィア美術館 （1989年）、クンストフェラインミュンヘン（ドイツ、1993、1994 ）、ヴェネツィア・ビエンナーレ（イタリア、1993）、スプレンゲル美術館 （ハノーファー、ドイツ、1998）、クンストフェラインハンブルク（ドイツ、2003）、ホワイトチャペルアートギャラリー（ロンドン、イギリス、2003年）、ロサンゼルス現代美術館（2005）、フランス・ハルス美術館（ハーレム、オランダ、2007）、ポンピドゥーセンター （パリ、2009年）などの美術館にて展示。 また2013年にはケルンのルートヴィヒ美術館が、ヴォルフガングハーン賞に関連して回顧展を開催。

## 参照
- Fraser, Andrea (2005). Museum Highlights. Massachusetts: MIT Press. ISBN 0-262-06244-5
- Pollack, Barbara (July 2002). “Baring the truth”. Art in America. ISSN 0004-3214 2009年5月12日閲覧。.
- Saltz, Jerry. “Critiqueus interruptus”. The Village Voice 2009年5月12日閲覧。
- Trebay, Guy (2004年6月13日). “Sex, Art and Videotape”. The New York Times.  オリジナルの2010年10月26日時点におけるアーカイブ。 2010年10月25日閲覧。
- Dimitrikaki, Angela (July 2011). "Labour, Ethics, Sex and Capital On Biopolitical Production in Contemporary Art On Biopolitical Production in Contemporary Art". n.paradoxa (英語). Vol. 28. pp. 5–15.